# Luciano Velardi
Luciano Velardi (* 20. August 1981 in Wuppertal-Ronsdorf) ist ein ehemaliger deutsch-italienischer Fußballspieler.

## Karriere
Velardi, der aus der Jugend seines Heimatvereins TSV 05 Ronsdorf stammt, begann seine Karriere bei der U-19 des KFC Uerdingen 05, von wo aus er 1999 in die zweite Mannschaft des VfL Bochum wechselte, für die er bis 2005 in der Oberliga Westfalen in 153 Einsätzen 65 Tore erzielte. Von 2001 bis 2004 gehörte er auch zum Kader der ersten Mannschaft des VfL Bochum, wo er in der Saison 2002/03 unter Trainer Peter Neururer zu zwei Einsätzen in der ersten Bundesliga kam. 2005 wechselte er zum 1. FC Kleve in die Oberliga Nordrhein, wo er zwei Saisons blieb und in 61 Spielen 16 Tore erzielte. Vor der Saison 2007/08 wechselte er zurück zu Ligakonkurrent und seinem Ex-Club KFC Uerdingen, wo er in 33 Spielen neun Tore erzielte. In der darauffolgenden Saison wechselte er in die NRW-Liga zur SSVg Velbert, wo er in 31 Einsätzen drei Tore erzielte. Anschließend spielte er noch je zwei Jahre beim Cronenberger SC und bei seinem Heimatclub TSV Ronsdorf, wo er 2013 seine aktive Karriere beendete.
Velardi begann sein erstes Trainerengagement im Amateurbereich beim SSV 07 Sudberg in Wuppertal. Seit 2015 war er Trainer von Grün-Weiß Wuppertal, seit 2017 des TSV Beyenburg und 2019 bis 2021 beim SV Bayer Wuppertal. 